# Мартыниха (Кумзерское сельское поселение)
Мартыниха — деревня в Харовском районе Вологодской области.
Входит в состав Кумзерского сельского поселения, с точки зрения административно-территориального деления — в Кумзерский сельсовет.
Расстояние по автодороге до районного центра Харовска — 53,5 км, до центра муниципального образования Кумзера — 4,5 км.
По переписи 2002 года население — 2 человека.